# Dead Soft Verlag
Dead Soft Verlag e. K. (Eigenschreibungen: DEAD SOFT VERLAG e. K. bzw. dead soft) ist ein 1999 vom Autor Simon Rhys Beck gegründeter unabhängiger deutscher Verlag mit Sitz in Mettingen.

## Verlagsprogramm
Der Verlag publiziert Gay Romance, schwule Science-Fiction- und Fantasy-Literatur sowie erotische Gegenwartsgeschichten und -romane. Die Titel erscheinen im Taschenbuchformat und als E-Books.

## Autoren (Auswahl)
- Charlotte Engmann
- Oliver Fehn
- Katharina B. Gross
- Hanna Julian
- Christian Tobias Krug[7]
- Chris P. Rolls
- Petra Schäfer
- Christel Scheja
- Victoria Schlederer
- Juliane Seidel